# مبنى المصرف الوطني للولايات المتحدة

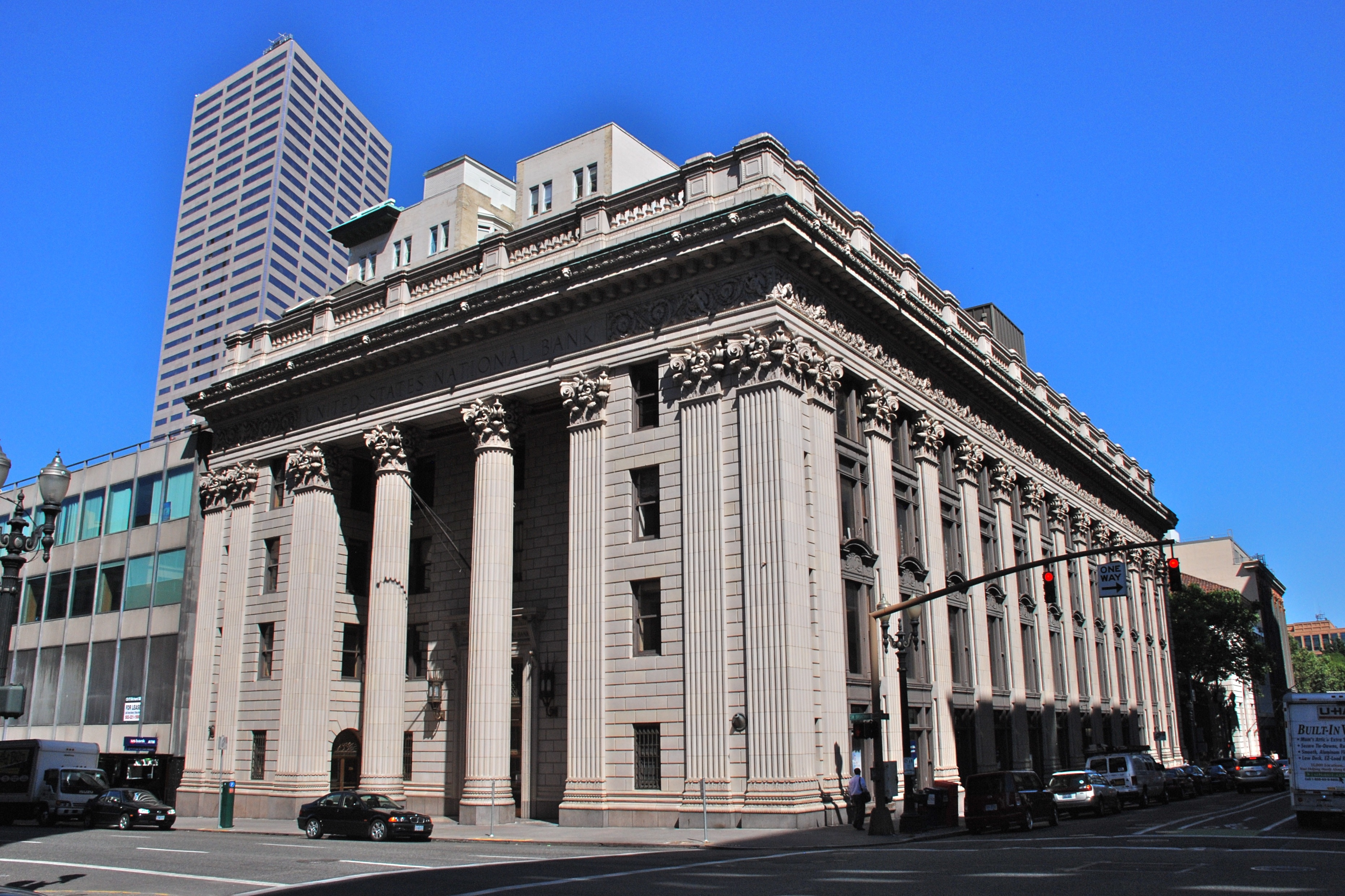
مبنى المصرف الوطني للولايات المتحدة

مبنى المصرف الوطني للولايات المتحدة هو عبارة عن مبنى يقع في وسط مدينة بورتلاند، أوريغون، المدرجة في السجل الوطني للأماكن التاريخية.

## معرض صور

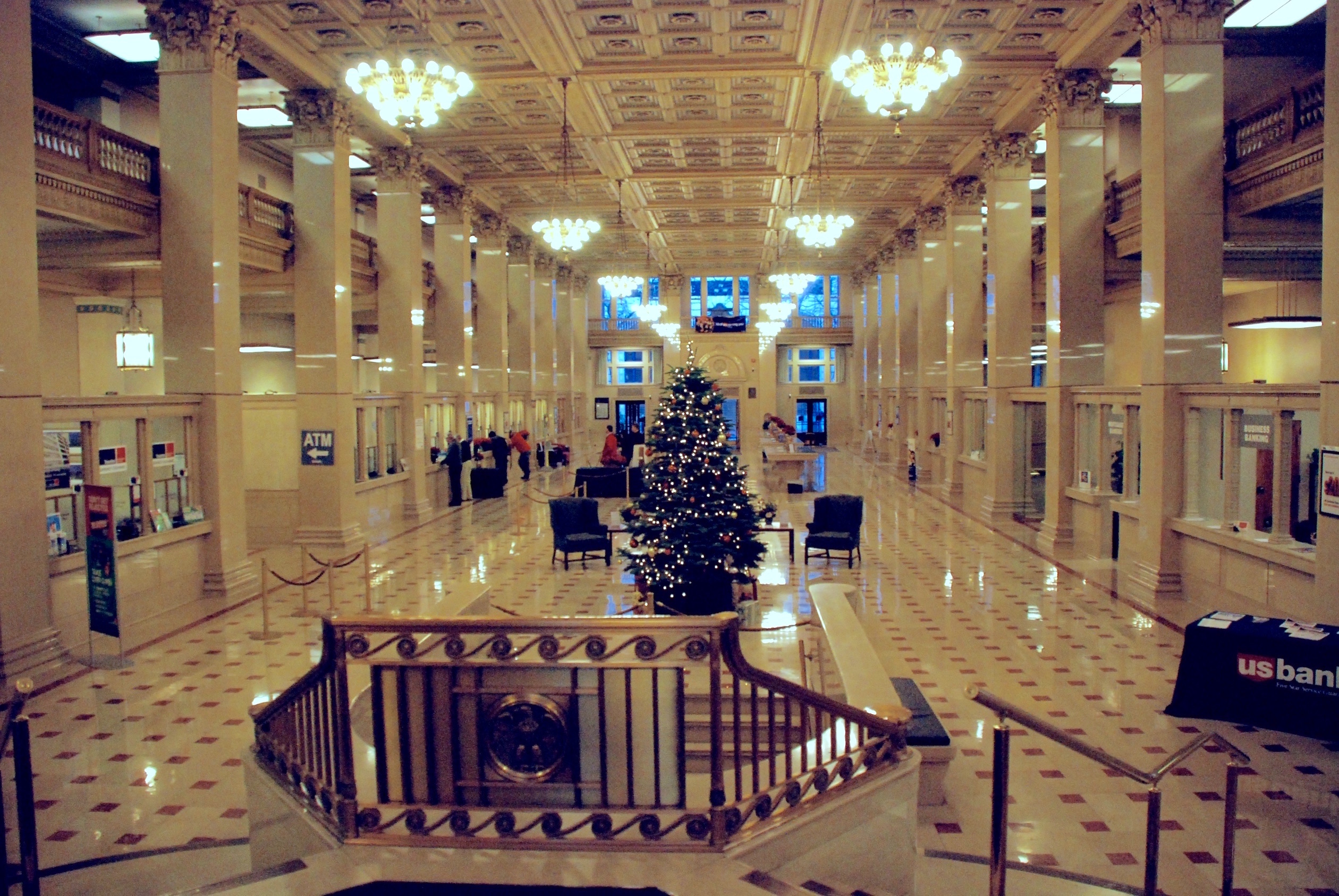
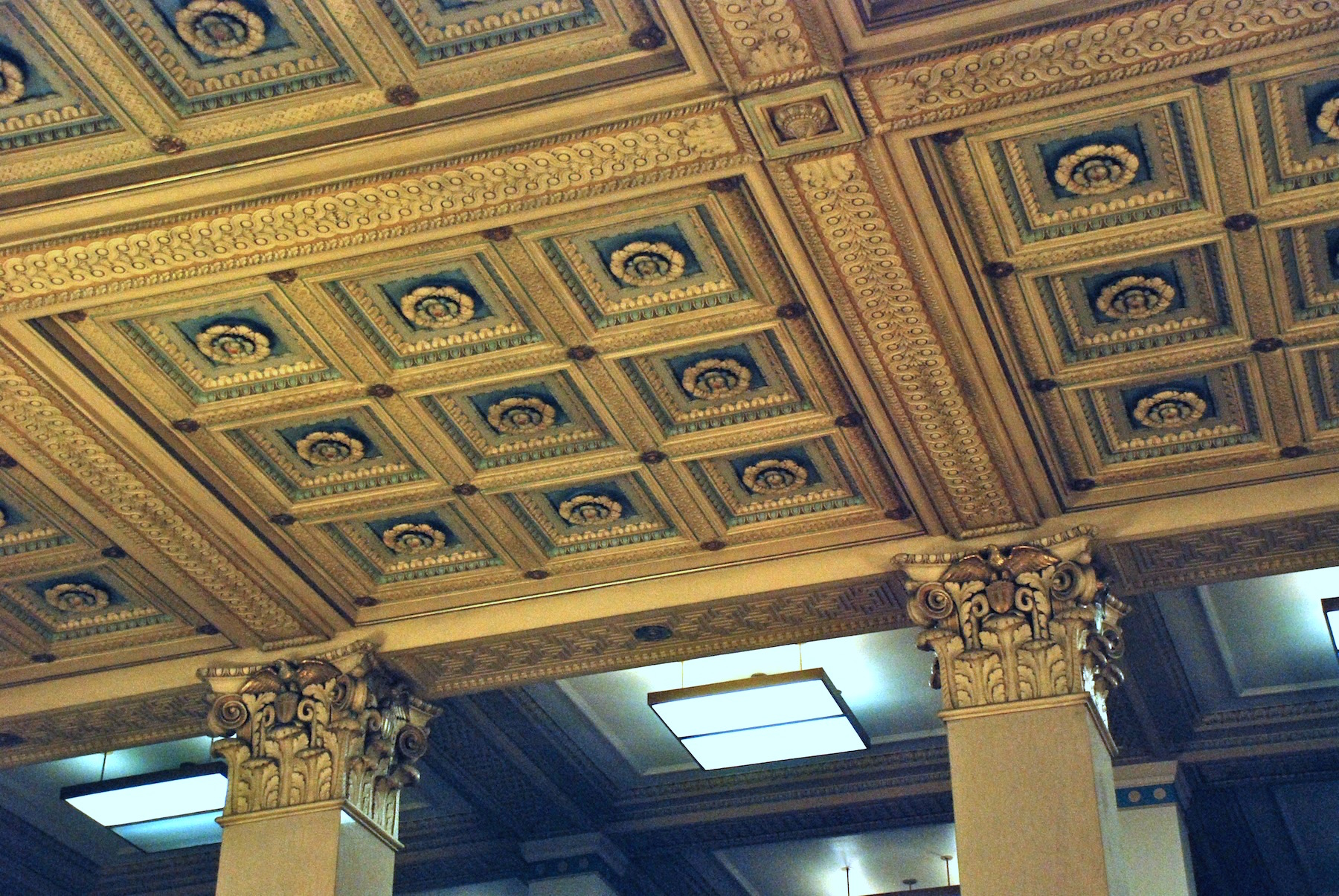
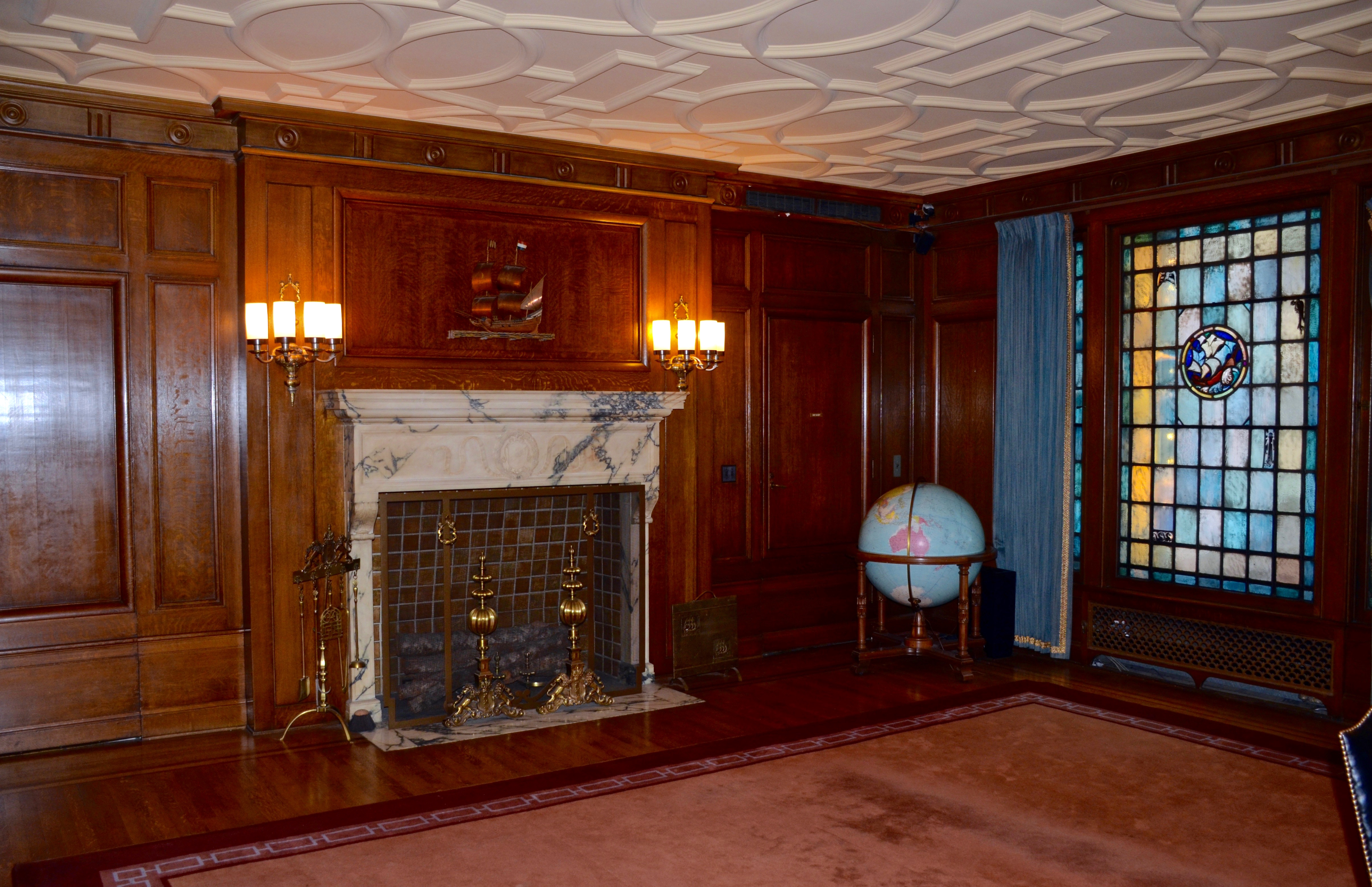
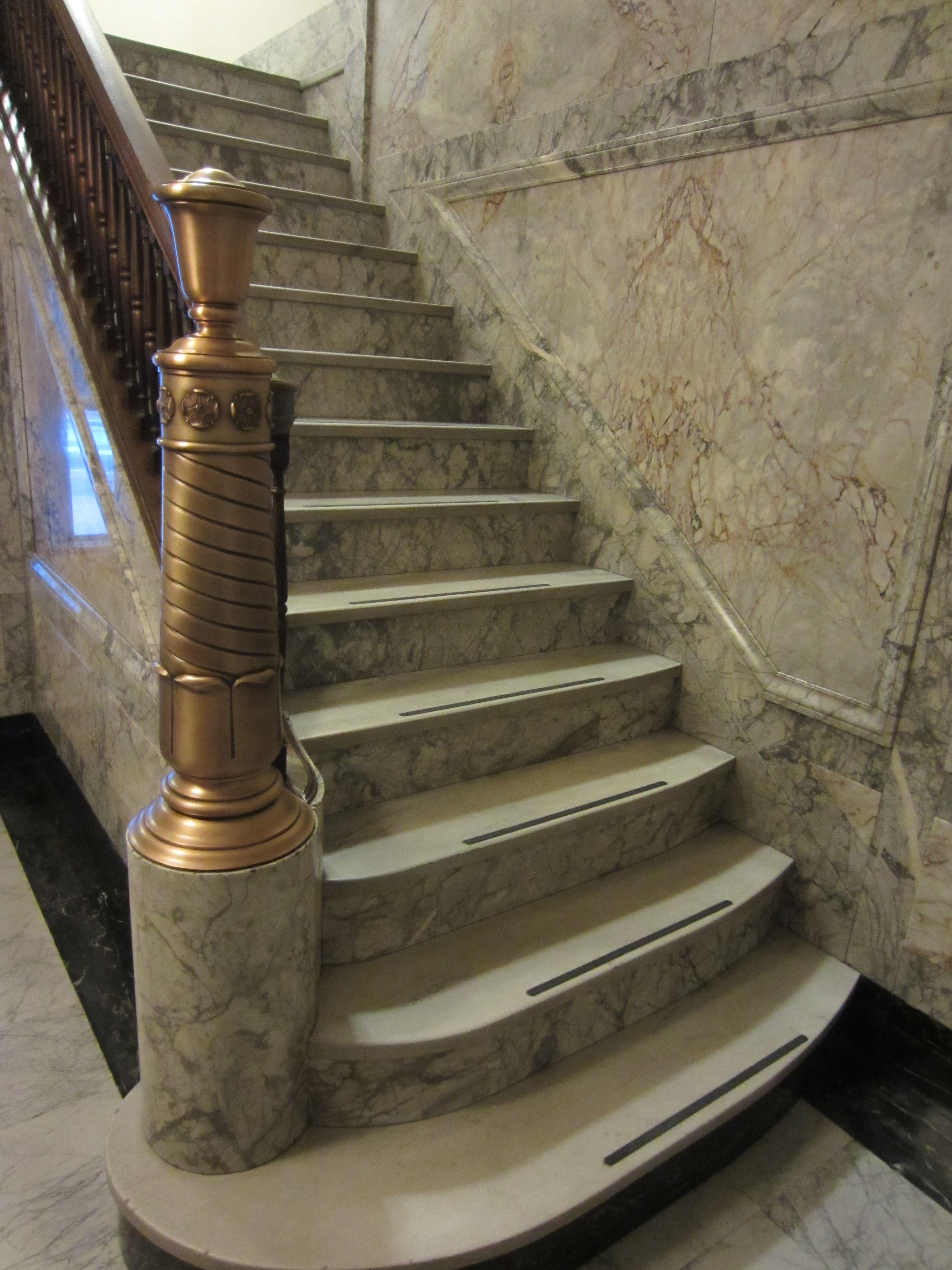